# Karl Rainer Kilches
Karl Rainer Kilches (* 29. März 1945) ist ein deutscher Jurist und war 1996 bis 2010 Richter am Bundesfinanzhof.

## Leben
Seine berufliche Laufbahn begann Kilches 1972 im höheren Dienst der rheinland-pfälzischen Finanzverwaltung. Er war zunächst am Finanzamt Altenkirchen tätig und wurde von dort für zwei Jahre an den Bundesfinanzhof als wissenschaftlicher Mitarbeiter abgeordnet. 1980 wurde Kilches zum Richter am Finanzgericht Rheinland-Pfalz und am 5. Dezember 1996 zum Richter am Bundesfinanzhof ernannt. Ende März 2010 trat er in den Ruhestand.
Am Bundesfinanzhof gehörte Kilches dem II. Senat des Bundesfinanzhofes an und war zuletzt der stellvertretende Vorsitzende des Senats. Er war zusätzlich Mitglied des Großen Senats des Bundesfinanzhofs und seit 1996 des Gemeinsamen Senats der obersten Gerichtshöfe des Bundes.